# 玛丽萨·贾丽特·威诺克
玛丽萨·贾丽特·威诺克（英語：Marissa Jaret Winokur，1973年2月2日—），女，美国演员。曾获得托尼奖最佳音乐剧女主角。